# Liselotte Malkowsky
Liselotte Malkowsky, geb. Sebode, ursprünglich Liselotte-Berta Meyer (* 9. Oktober 1913 in Hannover; † 16. Februar 1965 ebenda), war eine deutsche Schlagersängerin, Schauspielerin und Kabarettistin. Sie sang auch unter dem Pseudonym Anneliese Thouret.

## Leben
Liselotte Malkowsky wuchs in Hannover zunächst bei ihren Adoptiveltern Sebode auf. Als diese bei einem Autounfall ums Leben kamen, gelangte sie nach Hamburg, wo sie schon im Kindesalter im Kirchenchor St. Michaelis und später beim Hamburger Lehrergesangverein singen durfte. Als Teenager zog sie mit einem Chor der Heilsarmee durch St. Pauli.
Nach der Schule ging sie an die Bremer Kunstgewerbeschule, um Buchbinderin zu werden. Doch lernte sie bei einem Ausflug den Chemiker Peter Malkowsky kennen, der sie heiratete. Mit ihm lebte sie in Heidelberg. Durch einen Freund bekam sie mit 19 Jahren eine Rolle in der Revue Frühlingsgefühle in München, wo sie unter dem Pseudonym „Helga van Hoven“ auftrat. Dann folgten Auftritte in Berlin, wo sie Gelegenheit bekam, ihre Lieder selbst auf der Gitarre zu begleiten. Im Jahr 1942 bekam sie einen Schallplattenvertrag und nahm zunächst ein paar „Durchhalteschlager“ auf. Weitere Titel wurden unter dem Pseudonym „Anneliese Thouret“ veröffentlicht. Mit ihren Liedern betreute sie Soldatentruppen.
Nach dem Krieg trat sie in amerikanischen Kneipen auf. Dann bekam sie einen Vertrag beim RIAS Berlin, wo sie unter anderem in der Funkoperette Liebesgeschichten von Ralph Benatzky mitsang.
Im Jahr 1947 nahm sie wieder Schallplatten auf und schlug sich als Barsängerin durch. Durch einen Auftritt in der Revue Wenn die Großstadt schläft (1948) wurde sie beim damaligen NWDR verpflichtet. Dann nahm sie mit verschiedenen Orchestern weitere Schallplatten auf. Die Platten wurden zwar in ganz Europa gespielt, doch ein richtiger Hit war zunächst nicht dabei. Ab 1951 veröffentlichte sie Seemannslieder. Mit Der alte Seemann kann nachts nicht schlafen landete sie ihren ersten großen Erfolg, so dass sie danach mehrere entsprechende Lieder aufnahm. Das „Seemannsliederimage“ wurde sie nicht mehr los. Das Lied Das Herz von St. Pauli wurde auch in Dänemark ein großer Erfolg, so dass sie 1959 nach Nordjütland übersiedelte. Im Jahr 1962 kehrte sie nach Deutschland zurück. Ihre Lieder hatten dann aber keinen Erfolg mehr. Von Alkoholismus und Leberverhärtung gezeichnet, trat sie 1963 letztmals im Fernsehen (Haifischbar) auf. Sie lebte bis zuletzt bei ihrer leiblichen Mutter und verstarb im Februar 1965 in Hannover. Ihre letzte Ruhestätte fand sie auf dem Stöckener Friedhof.

## Diskografie

### Alben
- 1941: Ich hab' Dich so lieb - ? (Polydor 41037)
- 1942: Du bist so treu, Peter - Mach die blauen Augen zu (Polydor 47708)
- 1942: Immer wenn es regnet - Morgen ist ja alles wieder gut (Polydor 47709)
- 1947: Kleines Liebeslied - Perlenkette (String Of Pearls) (B-Seite: Kurt Hohenberger mit seinen Solisten) Amiga 1118
- 1947: Ruggediguh - I Got The Sun In The Morning (B-Seite: Kurt Hohenberger mit seinen Solisten)
- 1947: Auf meiner Farm (Home On The Range) - Über mir, unter mir (B-Seite: Kurt Hohenberger und seine Solisten)
- 1949: Hafenlied - Wenn ich dich seh' (Decca 49126 CH)
- 1949: Die Linden blüh'n in meiner Heimat - Ich möcht' Dir alles geben (Decca 49127 CH)
- 1949: Mister Moneymaker - Mein kleines Lied soll Dich begleiten (Decca 49128 CH)
- 1949: Armer Gondoliere - Irgendwo spielt leise Musik (Decca 49129 CH)
- 1949: Kleines Liebeslied (Dieses kleine Liebeslied) - Ich muß mich mal wieder verlieben (Decca 49156 CH)
- 1949: Armer Gondoliere - Irgendwo spielt leise Musik (Telefunken 10769)
- 1949: Wenn ich dich seh' - Hafenlied (Telefunken 10781)
- 1949: Das Meer (La Mer) - Wer bist du, den ich liebe (Telefunken 10801)
- 1949: Ruggediguh - Negermamas Wiegenlied (Telefunken 10802)
- 1949: Die Linden blüh'n in meiner Heimat - Dir möcht' ich alles geben (Telefunken 10889)
- 1949: In Holland an der Nordsee - Im Hafen von Adano (Telefunken 10903)
- 1950: Unter tausend Sternen - Weißt du noch (Decca 49157 CH)
- 1950: Wenn die Glocken hell erklingen - O bleib bei mir (Decca 49158 CH)
- 1950: Drei Matrosen - Ein Zigeuner ist mein Herz (Decca 43058)
- 1950: Fliege mit mir in die Heimat - Die Nordseewellen (Decca 43117)
- 1950: Wann wirst du mich fragen - Potpourri: Die Blonde, die Schwarze / Es gibt keine Frau, die nicht lügt / Wenn der Herrgott will (Polydor 48309)
- 1950: Das rote Licht an Backbord - Das Lied vom Abschied (Polydor 48334 H)
- 1950: Das Lied vom Hafenmädchen - Geht ein Schiff in See (Polydor 48398 H)
- 1950: Einmal am Tag - Bis an's Ende der Welt (Polydor 48429 H)
- 1951: Der alte Seemann kann nachts nicht schlafen - Warum zählen die Matrosen nachts die Sterne (Polydor 48473 H)
- 1951: Verliebt - Wirst du mich auch nicht vergessen (Polydor 48474 H)
- 1951: Durch Paris, da fließt die Seine - Dein Herz, Chérie (Polydor 48512 H)
- 1951: Auf St. Pauli spielt der Jonny Mundharmonika - Ein kleiner Akkordeonspieler (Polydor 48568 H)
- 1951: Ausgerechnet Du - Das Schicksal hat Ja gesagt (Polydor 48584 H)
- 1951: In der Cafeteria von Milano - Sonntagnacht auf der Reeperbahn (Polydor 48641 H)
- 1952: Amigo - Unter den tausend Laternen (Polydor 48716 H)
- 1952: In deiner Koje hängt ein Bild von mir - Mein Schiff, hab’ gute Reise (Polydor 48726 H)
- 1952: Matrosen brauchen Liebe - Komm doch mal nach Lima (Polydor 48802 H)
- 1952: Auf dem Meeresgrunde - Matrosen brauchen Liebe (Polydor 48808 H)
- 1953: Wie sich die Zeiger weiterdreh'n - Immer wieder du (Polydor 48949 H)
- 1953: Das Wunder von der Reeperbahn - Ach, könnt' ich einmal an der Reling steh'n (Polydor 49023 H)
- 1953: Wart’ nicht auf die große Liebe - Wenn die Hoffnung nicht wär’ (Polydor 49043 H)
- 1953: Drei Rosen im Mai - Ich bau’ dir im Garten der Liebe ein Haus (Polydor 49074)
- ????: Ihre großen Erfolge (Karussell 635147)
- ????: Meine stille Liebe ist die Elbe (Karussell 2430115)
- 1995: Das Herz von St. Pauli (Bear Family 15353)
- 1996 Sonntagnacht auf der Reeperbahn (Aufnahmen 1950–1961) (Bear Family 15955)
- 1997 Alles steht in den Sternen (Aufnahmen 1949–1959) (Bear Family 16134)
- 2008 Der alte Seemann kann nachts nicht schlafen (Documents (Membran) Nr. B000AC5EGS)

Unter dem Pseudonym: „Anneliese Thouret“
- 1942: Die kleine Loretta - Hinter’m Dorf (Electrola 7268)
- 1943: Der Soldat braucht zum Fröhlichsein das Singen - Mein bester Kamerad ist die Harmonika (Electrola 7294)
- 1943: Am Sonnabend ist die Woche aus - Man muß wissen (B-Seite Duett mit Georg Thomalla) (Electrola 7307)
- 1943: Morgens zwischen zwei und fünf - Ich sag' dir Guten Morgen (Electrola 7310)

### Kompilationen
- 2009: Seemannslieder: Die große Freiheit (Brisa) [Liselotte Malkowski: Der alte Seemann kann nachts nicht schlafen/Auf St. Pauli spielt der Jonny Mundharmonika/Mein Schiff hab gute Reise/Warum zählen die Matrosen nachts die Sterne/Eine einsame Harmonika]
- 2012: Die Schlager des Jahres 1947 (MusicTales) [Liselotte Malkowski: Ruggediguh/Kleines Liebeslied]

### EPs
- 1958: Fang’ keine Liebe mit Matrosen an/Hafengasse 4 - Das ganze Jahr blüh’n keine Rosen/Auch dein Käp’ten war mal klein (Polydor 20124)
- 1958: In Santa Cruz steht ein Haus/Du fehlst mir all’ die Stunden - Jim, spiel’ Harmonika/Ein Schiff kommt übers Meer (Polydor 20587)
- 1963: Der alte Seemann kann nachts nicht schlafen/Das rote Licht an Backbord - Marju, grüss’ mir mein St. Pauli/Auf St. Pauli spielt der Jonny Mundharmonika (Polydor 50014)
- 1964: Kleine Möwe, flieg’ nach Helgoland/Seemannsgarn und kleine Fische - Sein Schiff heißt Amore/Der weiße Leuchtturm (Ariola 4821)

### Singles
- 1954: Wenn ein Zigeuner weint – Man sagt Adieu (Polydor 22136)
- 1954: Eine einsame Harmonika – Meine stille Liebe ist die Elbe (Polydor 22174)
- 1954: Auch dein Käp’ten war mal klein – Hafengasse 4 (Polydor 22281)
- 1954: Kleiner Manuel – Wenn die Schiffe den Hafen verlassen (Polydor 22345)
- 1954: Das ganze Jahr lang blühen keine Rosen – Ro-Ro-Ro-Ro-Robinson (Polydor 22378, B-Seite gesungen von „Die kleine Cornelia“)
- 1955: Fang’ keine Liebe mit Matrosen an – Deine Geige erzählt mir ein Märchen (Polydor 22463)
- 1955: Der alte Hein – Ein Schiff kommt übers Meer (Polydor 23057)
- 1955: Jim, spiel Harmonika – Für mich gibt es nur dich (Polydor 23080)
- 1956: Wohin du auch geh’n wirst – Immer nur für dich (Polydor 23246)
- 1956: Das Herz von St.Pauli – Der Mond und der Seemann sind Freunde (Polydor 23366)
- 1956: In Santa Cruz steht ein Haus – Du fehlst mir all’die Stunden (Polydor 23387)
- 1957: Jenny-Jenny-Joe – Bella Isabella (Polydor 23502)
- 1957: In der Bar „Zum Gold’nen Anker“ – Jeden Abend wenn die Sonne untergeht (Polydor 23553)
- 1957: Marju, grüß mir mein St.Pauli – Was macht ein Seemann wenn er Sehnsucht hat (Polydor 23587)
- 1958: Er war in Hamburg – Ja wenn das Meer nicht wär (Polydor 23653)
- 1958: Abends in Paris – Duschenkas Herz (Polydor 23763)
- 1958: Alter Kapitän – Eine Träne (Polydor 23798)
- 1959: Alles steht in den Sternen – Was ich alles von dir weiß (Polydor 23952)
- 1959: Ein Herz und eine Rose – Ein Seemann bleibt nicht zu Hause (Polydor 24117)
- 1960: Ganz ohne Liebe – Seemann, komm doch nach Haus (Polydor 24379)
- 1962: Sonntagnacht auf der Reeperbahn – Der alte Matrose (Polydor 24688)
- 1962: Fahr mich in die Ferne – Das Herz von St.Pauli (Polydor 24867)
- 1965: Das Herz von St.Pauli – Fahr mich in die Ferne (Polydor 54032)
- 1965: Was macht ein Seemann, wenn er Sehnsucht hat - Eine Welt ohne dich (B-Seite gesungen von Julia Axen & der Andreas-Chor) Amiga 450188

Unter dem Pseudonym: „Lilo und Karin“
- 1960: Schöne Insel Hawaii – Tausend Berge, tausend Täler (Polydor 24193)

## Filmografie
- 1950: Lockende Gefahr (Regie: Eugen York) als Sängerin
- 1951: Heidelberger Romanze (Regie: Paul Verhoeven, Hauptdarsteller: Liselotte Pulver und O. W. Fischer) als Sängerin
- 1951: Kommen Sie am Ersten (Regie: Erich Engel, Hauptdarsteller: Hannelore Schroth, Günther Lüders und Inge Meysel) als Sängerin
- 1952: Die Diebin von Bagdad (Regie: Carl Lamac, Hauptdarsteller: Sonja Ziemann und Rudolf Prack) als Sängerin
- 1952: Heimweh nach Dir (Regie: Robert A. Stemmle, Hauptdarsteller: Margot Hielscher und Peter Pasetti) als Sängerin
- 1954: Große Star-Parade (Regie: Paul Martin, Hauptdarsteller: Adrian Hoven, Renate Holm und Gunther Philipp) als Sängerin. Gemeinsam mit Will Höhne und Die Peheiros singt sie Das ganze Jahr lang blüh'n keine Rosen.
- 1954: Auf der Reeperbahn nachts um halb eins (Regie: Wolfgang Liebeneiner, Hauptdarsteller: Hans Albers, Heinz Rühmann und Fita Benkhoff) als Sängerin
- 1955: Die heilige Liebe (Regie: Wolfgang Liebeneiner, Hauptdarsteller: Maria Sebald, Lucie Englisch, Ulla Jacobsson und Karlheinz Böhm) Nebenrolle